# Jan Walczak (historyk)
Jan Walczak (ur. 1942) – polski historyk, profesor nauk humanistycznych.

## Życiorys
Studia historyczne na Uniwersytecie Wrocławskim ukończył w 1962. Stopień naukowy doktora uzyskał w 1970, habilitację w 1980, a tytuł naukowy profesora otrzymał w 1997.
Specjalizuje się w dziedzinie historii najnowszej, oraz w problemach polskiej transformacji po 1989 roku. Od 1992 roku jest profesorem Akademii im.Jana Długosza w Częstochowie (przedtem Wyższa Szkoła Pedagogiczna w Częstochowie). Pełnił funkcję dyrektora Instytutu Historii oraz Instytutu Nauk Politycznych Akademii im.Jana Długosza w Częstochowie. Był pracownikiem naukowym Wyższej Szkoły Planowania Strategicznego. Wcześniej pracował w Śląskim Instytucie Naukowym oraz na Uniwersytecie Śląskim.
Autor haseł w Polskim Słowniku Biograficznym i Słowniku biograficznym działaczy polskiego ruchu robotniczego.

## Publikacje
- Wielkie dni Czerwonego Zagłębia. Ruch robotniczy w Zagłębiu Dąbrowskim w okresie walki o władzę w latach 1918–1919 (1969), Katowice: Śląsk.
- Ruch robotniczy w Zagłębiu Dąbrowskim w latach 1918–1926 (1973), Katowice: Śląsk.
- Polska i niemiecka socjaldemokracja na Górnym Śląsku i w Cieszyńskiem po przewrocie majowym 1926–1939 (1980), Katowice: ŚIN.
- Komunistyczna Partia Polski na Górnym Śląsku i w Cieszyńskiem (1922–1939) (1989), Katowice: ŚIN.
- Ruch studencki w Polsce 1944–1984 (1990), Wrocław: Ossolineum.
- Jerzy Ziętek. Biografia Ślązaka (1901–1985) (2003), Katowice: Śląsk.
- Plan Balcerowicza (Sorosa) – mocny fundament słabej Polski, [w:] Transformacje systemowe w Polsce i w krajach postkomunistycznych. Studia i rozprawy (II), red. M. Chałubiński (2008), Pułtusk: Akademia Humanistyczna im. A. Gieysztora.
- Ideowe, polityczne i społeczno-gospodarcze podstawy transformacji polskiej po 1989 roku. (Świadomość i nieświadomość w procesie przemian) (W:) Modernizacja polityczna w teorii i praktyce. Doświadczenia państw postsocjalistycznych i Trzeciego Świata, red. M. Barański (2009), Katowice: Śląsk.
- Myśl polityczna polskiej transformacji i modernizacji po 1989 r., [w:] Polska i Europa Środkowa. Demokratyzacja, konsolidacja, EUropeizacja red. E. Nowak, R. Riedel (2010), Lublin: Wydawnictwo UMCS.
- Czeladzkie rody. Portret miasta (wraz z Danutą Walczak; 2012), Czeladź.